# Phalera sundana
Phalera sundana là một loài bướm đêm thuộc họ Notodontidae. Nó được tìm thấy ở Sundaland, bao gồm Bali và Mindanao.

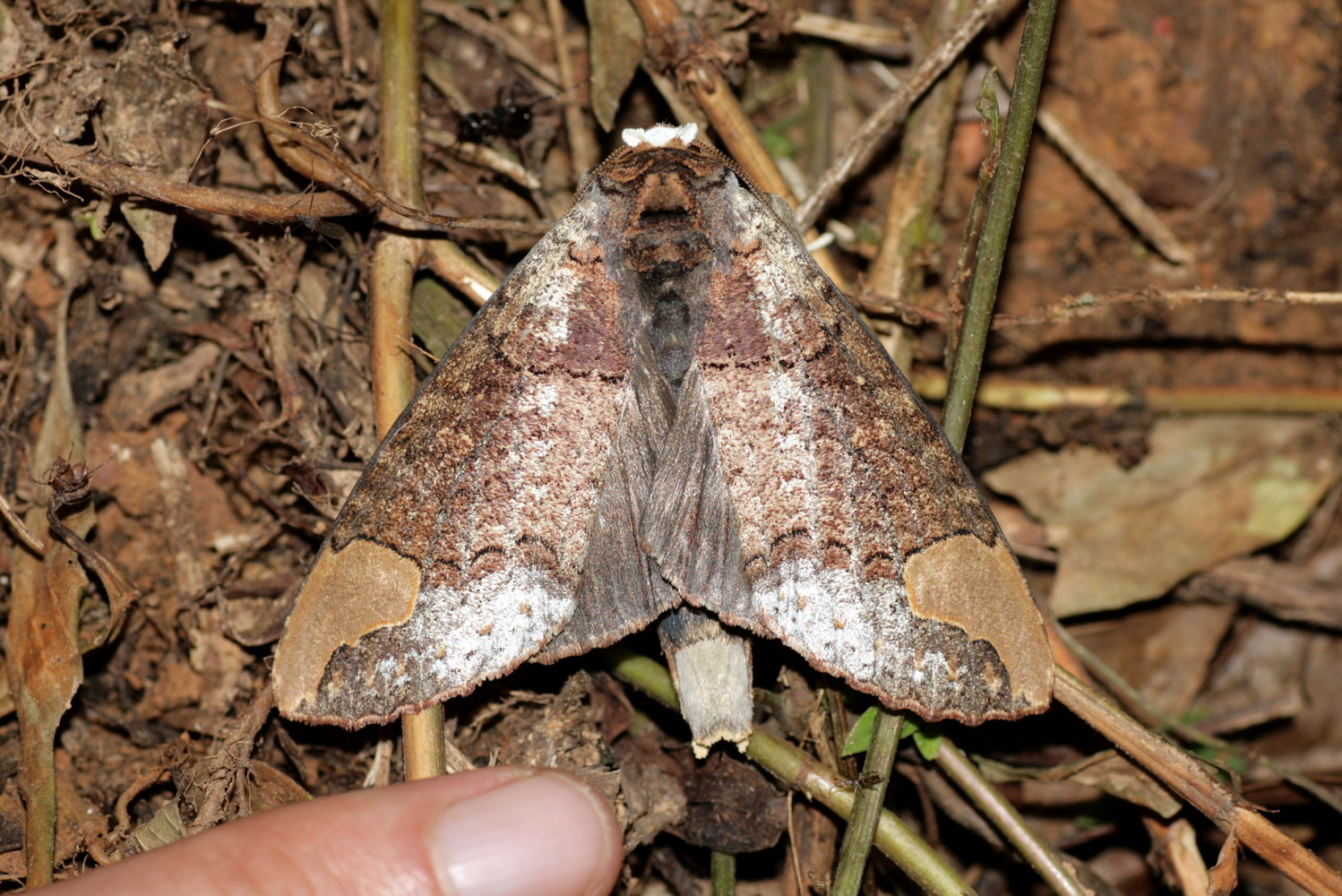

Sải cánh dài 45-54 đối với con đực và 55–59 mm đối với con cái.